# Кунгота при Птују
Кунгота при Птују (словен. Kungota pri Ptuju) је насељено место у општини Кидричево, Подравска регија, Словенија.

## Историја
До територијалне реорганизације у Словенији била је у саставу старе општине Птуј.

## Становништво
У попису становништва из 2011. године, Кунгота при Птују имала је 394 становника.
| Број становника према пописима | Број становника према пописима | Број становника према пописима |
| ------------------------------ | ------------------------------ | ------------------------------ |
| 1991                           | 2002                           | 2011                           |
| 394                            | 386                            | 394                            |

Напомена: До 1955. исказивано под именом Света Кунгота. Године 1952. повећано за насеље Равно Поље, које је укинуто.